# Respawn Entertainment
Respawn Entertainment — американський розробник відеоігор, що базується в Шерман-Окс і належить Electronic Arts. Студія була заснована у 2010 році Джейсоном Вестом та Вінсом Зампелла, колишніми співзасновниками Infinity Ward і творцями франшизи Call of Duty.
Respawn створила серію шутерів від першої особи Titanfall, включно з умовно-безкоштовним спінофом в жанрі королівської битви Apex Legends (2019). Студія також створила серію пригодницьких бойовиків Star Wars Jedi за мотивами «Зоряних війн», що має кілька частин: Fallen Order (2019) і Survivor (2023). Крім того, Respawn розробила відеогру для віртуальної реальності Above and Beyond, яка є частиною серії Medal of Honor. Студія виступила співпродюсером стрічки «Колетт», знятої для режиму галереї Above and Beyond, яка отримала кінопремію «Оскар» в номінації «Найкращий документальний короткометражний фільм» у 2020 році.

## Історія
Після випуску Call of Duty: Modern Warfare 2, Activision звільнила співзасновників Infinity Ward Джейсона Веста і Вінса Зампелла в березні 2010 року за «порушення контракту й непокору». Їхнє звільнення призвело до серії судових позовів і залишення студії іншими співробітниками. У квітні Вест і Зампелла заснували Respawn Entertainment, яка складалася здебільшого з колишніх співробітників Infinity Ward — тих, хто був відповідальним за успішну серію Call of Duty. Respawn отримала фінансування від компанії Electronic Arts (EA) через програму EA Partners.

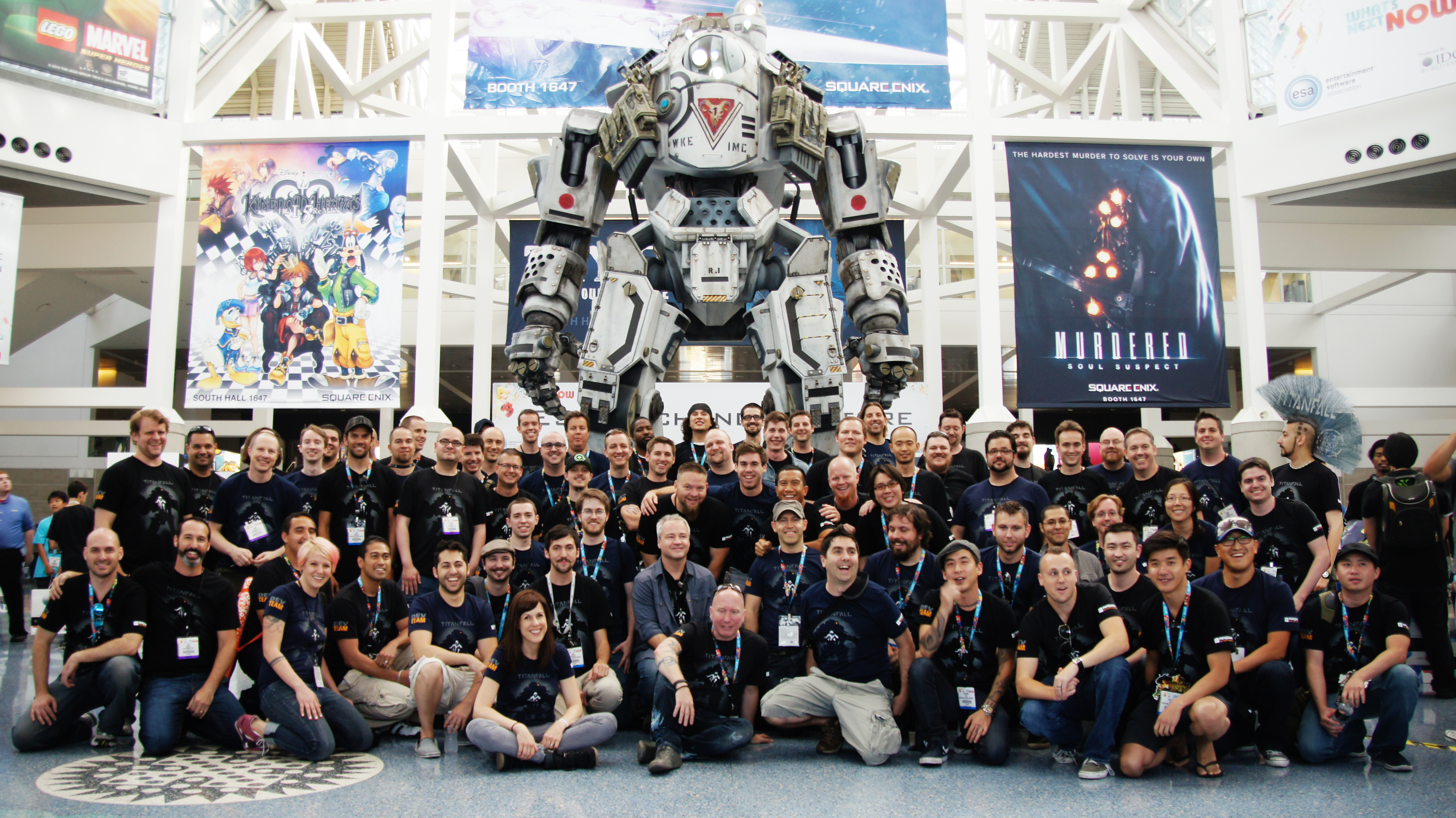
Команда розробників Respawn, яка працювала над Titanfall, під час виставки E3 у 2013 році.

У 2011 році студія почала працювати над своїм першим проєктом — багатокористувацьким шутером від першої особи Titanfall. Двоє керівників розробки покинули Respawn, щоб відкрити власну студію в середині 2012 року, тоді як Вест пішов навесні 2013-го. Titanfall була видана EA в березні 2014 року, ставши першою грою в однойменній серії . Вона отримала загалом схвальні відгуки критиків. У червні Стіґ Асмуссен, який раніше працював над серією God of War в Santa Monica Studio, приєднався до Respawn як ігровий директор. Того ж року студія почала працювати над Titanfall 2, яка була випущена в жовтні 2016-го. Хоча гра також отримала схвальні відгуки та була номінована на численні нагороди, вона не виправдала комерційних очікувань. У серпні 2017 року було випущено стратегію в реальному часі Titanfall: Assault для Android та iOS, яку Respawn розробила спільно з Particle City. Гра отримала змішані відгуки критиків. У листопаді EA придбала Respawn за 315 млн $: 151 млн готівкою і 164 млн у вигляді своїх акцій; придбання було завершено 1 грудня того ж року.
У лютому 2019 року була випущена королівська битва Apex Legends, умовно-безкоштовний спіноф серії Titanfall. Спочатку студія розробляла продовження Titanfall 2, але зрештою віддала перевагу Apex Legends. Виробництво проєкту таємно почалося наприкінці 2016 року, а його випуск було здійснено без будь-якого анонсу або маркетингу. Гра отримала схвальні відгуки та номінації на численні нагороди, тоді як кількість її гравців сягнула понад 100 мільйонів станом на квітень 2021 року. У листопаді було випущено пригодницький бойовик Star Wars Jedi: Fallen Order за мотивами «Зоряних війн». Проєкт було анонсовано у 2016 році, а до команди розробників входили Асмуссен та сценарист Кріс Авеллон. Fallen Order отримала загалом схвальні відгуки критиків і була номінована на численні нагороди. Крім того, її продажі сягнули понад 10 мільйонів копій станом на березень 2020 року.
У 2020 році Respawn відкрила структурний підрозділ у Ванкувері, який зосередився на підтримці Apex Legends. Підрозділ було розташовано в кампусі студії EA Vancouver, щоб той мав можливість використовувати її ресурси. У грудні того ж року було випущено гру для віртуальної реальності Above and Beyond, частину серії Medal of Honor, яка була анонсована у вересні 2019-го. Її розробила команда співробітників Respawn, що раніше працювала над Medal of Honor: Allied Assault. Також студія, спільно з Oculus, виступила продюсером короткометражного документального фільму «Колетт», знятого Ентоні Джаккіно для режиму галереї Above and Beyond. Respawn та Oculus представили стрічку на різних кінофестивалях, у тому числі на фестивалі документальних фільмів Big Sky, де вона отримала нагороду за найкращий короткометражний фільм, що дало право на подачу заявки до Академії кінематографічних мистецтв і наук для розгляду номінації на кінопремію «Оскар». «Колетт» був визнаний «Найкращим документальним короткометражним фільмом» на 93-й церемонії вручення, що зробило Respawn та Oculus першими компаніями з індустрії відеоігор, які отримали номінацію на «Оскар» і перемогли в підсумку.
У 2021 році було повідомлено, що студія формує невелику команду для розробки нової інтелектуальної власності на чолі з креативним директором Мохаммадом Алаві. Чед Греньє, ігровий директор Apex Legends, пішов зі студії в грудні того ж року, тоді як Алаві залишив Respawn в січні 2022-го; обидва працювали в студії з моменту її заснування. Наприкінці січня було оголошено, що Respawn веде розробку трьох проєктів за мотивами «Зоряних війн»: продовження Fallen Order та шутера від першої особи на чолі з ігровими директорами Стігом Асмуссеном і Пітером Гіршманном відповідно, а також стратегії, яку студія розробляє в співпраці з Bit Reactor. У лютому стало відомо, що Алаві працював над однокористувацькою грою із серії Titanfall, що мала кодову назву Titanfall Legends, керуючи командою з приблизно 50 осіб. Після скасування Legends деякі члени команди отримали місця в інших проєктах EA, тоді як решту було звільнено. У травні було випущено Apex Legends Mobile для Android та iOS, розроблену спільно зі студіями Tencent Games — Lightspeed Studios та Quantum Studios. Гра отримала загалом схвальні відгуки критиків.
У березні 2023 року Respawn повідомила про відкриття студійного підрозділу в Медісоні, Вісконсин, для підтримки Apex Legends. Раян Бернетт, який працював над серією Call of Duty в Raven Software, а пізніше був співробітником Epic Games, обійняв посаду керівника підрозділу. У квітні було випущено Star Wars Jedi: Survivor, продовження Fallen Order, яке отримало схвальні відгуки. У травні Зампелла заявив, що ігровий директор серії Titanfall Стів Фукуда працює з невеликою командою над неназваним проєктом. У вересні EA оголосила, що Асмуссен вирішив залишити Respawn. Того ж місяця Кемерон Монеген, який зображує Кела Кестіса — протагоніста Star Wars Jedi, сказав, що студія працює над третьою грою в цій серії. У лютому 2024 року, на тлі скорочень в EA, компанія заявила про скасування шутера від першої особи за мотивами «Зоряних війн», яким керував Гіршманн.

## Розроблені ігри
| Рік  | Назва                                | Платформа                                                                                       | Видавець        | Коментарі |
| ---- | ------------------------------------ | ----------------------------------------------------------------------------------------------- | --------------- | --- |
| 2014 | Titanfall                            | Windows, Xbox 360, Xbox One                                                                     | Electronic Arts | — |
| 2016 | Titanfall 2                          | PlayStation 4, Windows, Xbox One                                                                | Electronic Arts | — |
| 2017 | Titanfall: Assault                   | Android, iOS                                                                                    | Nexon           | Розроблена спільно з Particle City |
| 2019 | Apex Legends                         | Android, iOS, Nintendo Switch, PlayStation 4, PlayStation 5, Windows, Xbox One, Xbox Series X/S | Electronic Arts | Версія для Switch розроблена спільно з Panic Button; версії для Android та iOS розроблені спільно з Lightspeed Studios і Quantum Studios |
| 2019 | Star Wars Jedi: Fallen Order         | PlayStation 4, PlayStation 5, Stadia, Windows, Xbox One, Xbox Series X/S                        | Electronic Arts | Версії для PlayStation 5 та Xbox Series X/S розроблені спільно з Panic Button                                                            |
| 2020 | Medal of Honor: Above and Beyond     | Windows                                                                                         | Electronic Arts | — |
| 2023 | Star Wars Jedi: Survivor             | PlayStation 5, Windows, Xbox Series X/S                                                         | Electronic Arts | — |
| —    | Стратегія за мотивами «Зоряних війн» | —                                                                                               | Electronic Arts | Розробляється спільно з Bit Reactor |
| —    | Продовження Star Wars Jedi: Survivor | —                                                                                               | Electronic Arts | — |
| —    | Неанонсована гра                     | —                                                                                               | Electronic Arts | — |